# Eupithecia boryata
Eupithecia boryata là một loài bướm đêm trong họ Geometridae.